# Eva Klotz
Eva Klotz (San Leonardo in Passiria, 4 giugno 1951) è una politica italiana, appartenente alla comunità germanofona dell'Alto Adige. Sostiene la secessione dell'Alto Adige dall'Italia e la sua annessione all'Austria.

## Biografia

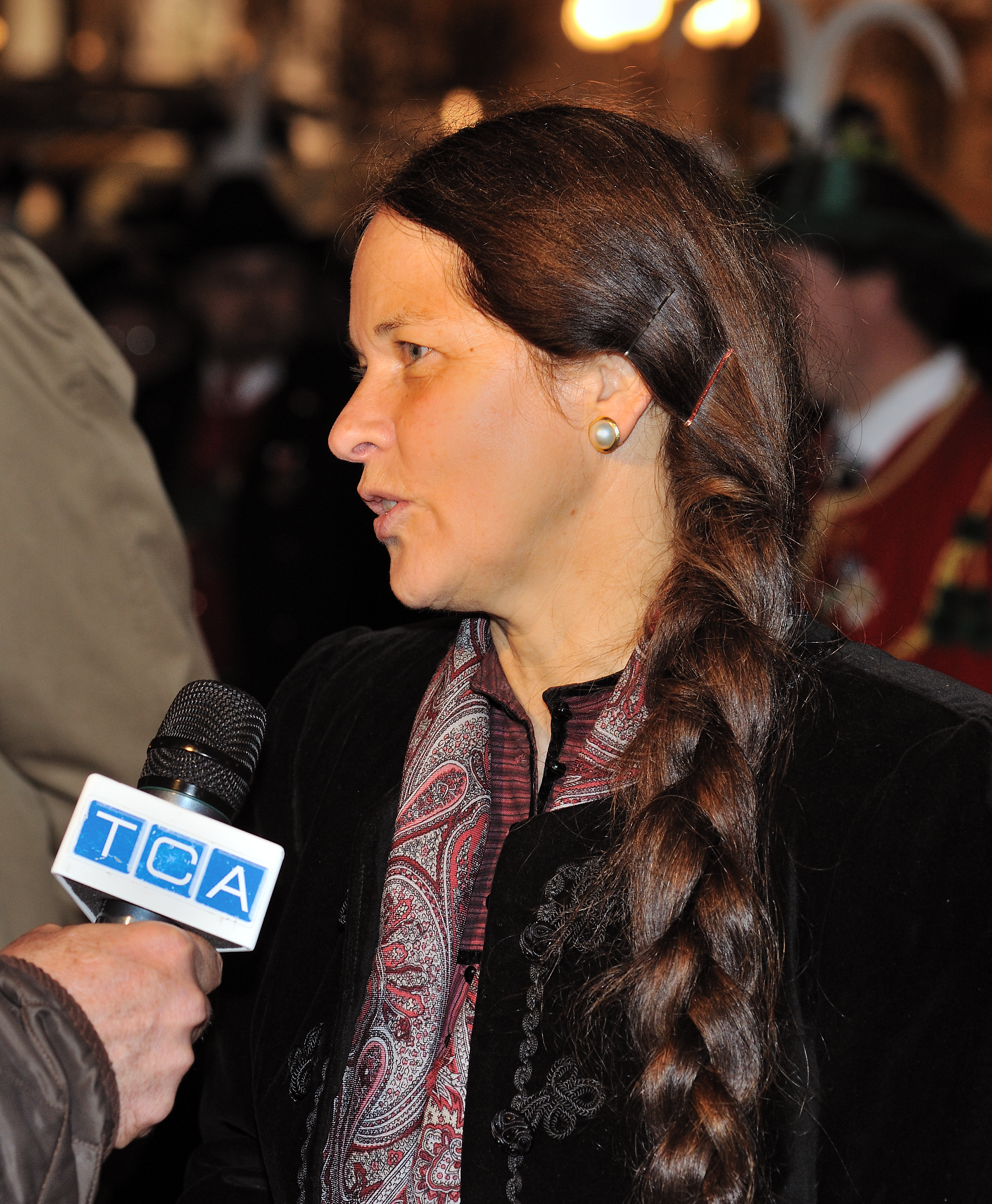
Eva Klotz durante la manifestazione degli Schützen a Bolzano l'8 novembre 2008.

È nata nella frazione di Valtina (Walten) in val Passiria. È la prima dei sei figli avuti dal terrorista Georg Klotz (aderente all'organizzazione terroristica Befreiungsausschuss Südtirol), detto "Il Martellatore della Val Passiria" per la sua attività dinamitarda, su cui ha scritto un libro nel 2002 intitolato Freiheitskämpfer für die Einheit Tirols ("Combattente per la libertà e l'unità del Tirolo"). Ha studiato Scienze dell'Educazione all'Università di Innsbruck.
A 25 anni è entrata in politica, iniziando la propria carriera nell'Heimatbund nel 1976, dichiarando: «La mia infanzia è stata segnata dalle vicende di mio padre». Tra il 1980 e il 1983 è stata consigliera comunale a Bolzano come indipendente e unica donna in un gruppo di 11 uomini; in seguito divenne consigliere provinciale, eletta con 3.500 preferenze. Nella prima seduta del consiglio, Eva Klotz si presenta vestita con un Dirndl, da cui deriva il suo soprannome "La Pasionaria". Nel 1983, in disaccordo con la posizione della Südtiroler Volkspartei (favorevole a un'autonomia dell'Alto Adige all'interno dello Stato italiano), decise di uscire dal partito, lasciandosi alle spalle diversi amici come Magnago, Benedikter, Riz e Volgger.
Nel 1989 è fondatrice e leader dell'Union für Südtirol, per la quale è stata consigliere provinciale, carica che, a norma dello statuto speciale della Regione, comporta anche il diritto a fare parte del Consiglio regionale del Trentino-Alto Adige, costituito dai membri dei Consigli provinciali di Trento e di Bolzano. Attraverso questo nuovo partito, Eva Klotz inizia a raccogliere molte simpatie tra le associazioni Schützen. Dopo il congresso del 5 maggio 2007 è uscita dal partito con parte del gruppo dirigente, per dissapori con Andreas Pöder.
L'11 maggio 2007 Eva Klotz ha fondato la Süd-Tiroler Freiheit dichiarando «Siamo un movimento di raccolta e non un nuovo partito». In questo nuovo movimento Klotz ha ideato di mettere a ogni valico (su strada o sentiero di montagna) un cartello che recita: «Süd-Tirol ist nicht Italien!» ovvero tradotto in italiano, «Il Sud Tirolo non è Italia». Tali pannelli, corredati da una breve spiegazione (in tedesco, ladino, inglese, francese, spagnolo e italiano) riguardo alle rivendicazioni di autonomia avanzate dal suo movimento, hanno suscitato molte polemiche e sono stati più volte bersaglio di atti vandalici e tentativi di rimozione (tuttavia, essendo licenziati come pannelli pubblicitari e posti in territorio austriaco, non violano formalmente alcuna legge italiana).
Eva Klotz è anche nota per la sua abitudine nel praticare il naturismo. Ha avuto alcuni scontri con il partito della Lega Nord in merito ad una apertura di una spiaggia apposita in località Laguna del Mort, nei pressi di Jesolo. Inizialmente fu sposata con un dentista della Transilvania, ma il matrimonio fallì. Si è poi risposata con Hans Bachmann, con il quale vive a Bolzano. Si presenta spesso vestita in tipico abbigliamento tirolese (Dirndl) e tiene sempre i capelli raccolti in una lunga treccia, riguardo alla quale è solita raccontare: «Non mi taglio i capelli dal 1952, da quando mio padre mi rapò a zero». Assieme al presidente della provincia, Luis Durnwalder, al famoso scalatore Reinhold Messner, alla giornalista Lilli Gruber e ad altri noti personaggi locali, Eva Klotz è stata raffigurata in una carta da gioco da Watten dall'artista Egon Rusina.
È stata più volte accusata di vilipendio alla bandiera italiana a causa di alcuni suoi manifesti provocatori; in particolare in uno dei questi si vedeva una scopa di saggina spazzare via la bandiera italiana lasciando dietro di sé una scia bianco-rossa, ovvero i colori del Tirolo, con la scritta "Il Sudtirolo può rinunciare all'Italia". Eva Klotz si è difesa al riguardo, negando che il messaggio del manifesto fosse "Italia=spazzatura", e adducendo un riferimento alla cultura tirolese, nella quale la scopa di saggina indica la fine del carnevale. Per tale manifesto è stata condannata a pagare una multa di 2000 euro. Il 22 dicembre 2011 la Corte europea ha invece accolto il ricorso sulla multa. Altro più recente manifesto offensivo elaborato da Eva Klotz assieme a Sven Knoll accusa i Carabinieri (come secondo Minniti, presidente consiglio provinciale, sarebbe confermato dalla lettura degli atti giudiziari) di essere stati dei "torturatori" di sudtirolesi negli anni sessanta.
Il 17 novembre 2014 ha rassegnato le dimissioni dal consiglio provinciale altoatesino, ove sedeva ininterrottamente da 31 anni, dichiarando di volere stare più vicina al marito, gravemente malato. Al suo posto è subentrata Myriam Atz Tammerle. Il 9 aprile 2018 viene condannata dal tribunale di Bolzano a 3.000 euro di ammenda per vilipendio alla bandiera italiana. È inoltre coinvolta nello scandalo vitalizi che ha interessato il consiglio provinciale di Bolzano; da una stima del 2016 ha incassato circa 946.000 euro dallo Stato Italiano.

## Posizioni politiche

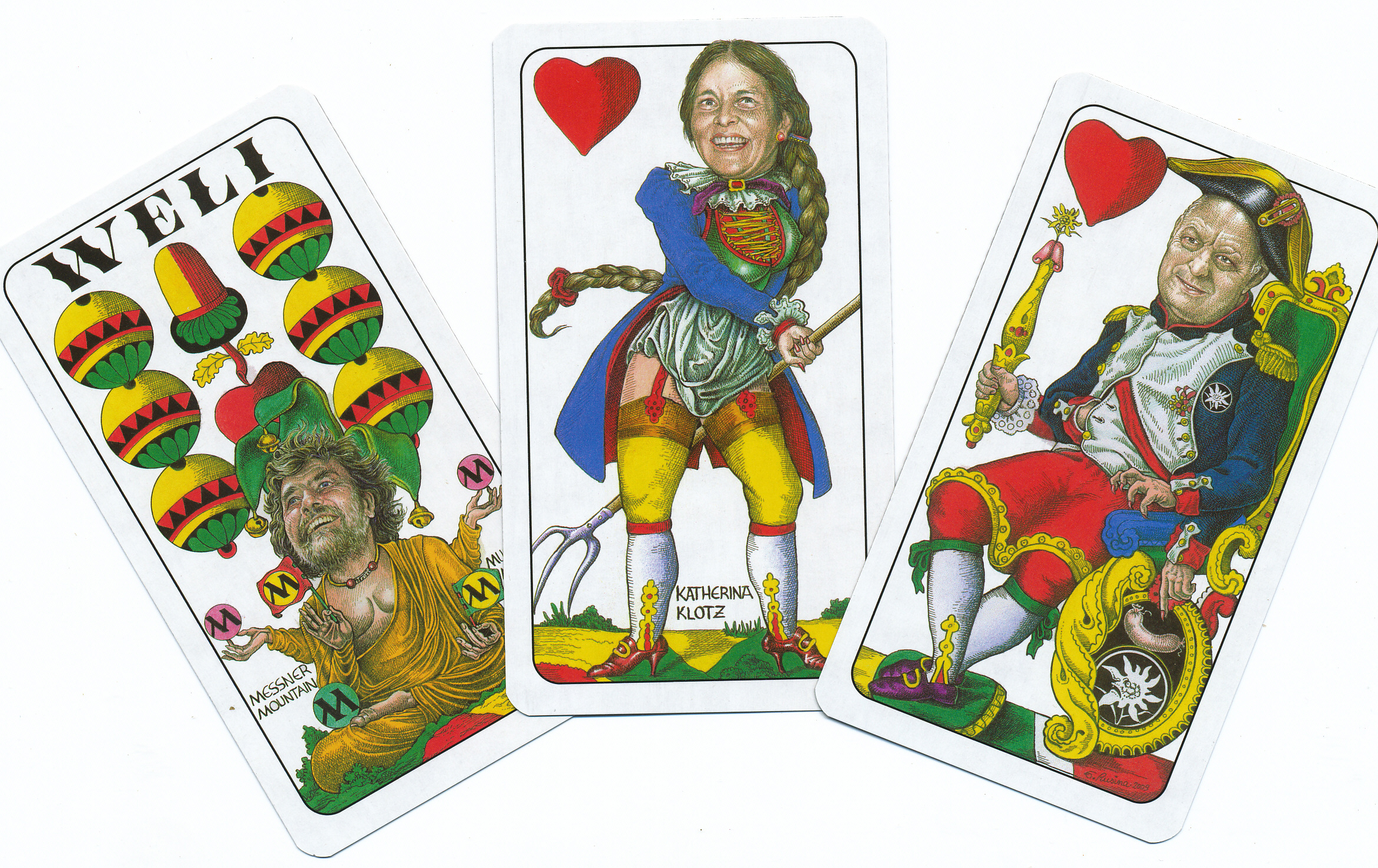
Carte da gioco raffiguranti caricature di personaggi altoatesini famosi, tra cui Reinhold Messner, Eva Klotz e Luis Durnwalder, ad opera di Egon Rusina

Eva Klotz si attesta da sempre su posizioni molto decise e radicali per l'autodeterminazione del popolo tirolese e il distacco dell'Alto Adige dall'Italia
. Essa tende tuttavia a distinguersi da altri esponenti politici dell'indipendentismo sudtirolese, anche del suo partito, che si sono resi partecipi di azioni o dichiarazioni considerate scioviniste o xenofobe dai commentatori, come anche il suo ex compagno di partito Andreas Pöder. Il suo movimento, Süd-Tiroler Freiheit, è membro della coalizione europea Alleanza Libera Europea: appoggia, quindi, una coalizione formata da partiti europei autonomisti, indipendentisti, ambientalisti e anti centralisti.

## Opere
- (DE)  Georg Klotz. Freiheitskämpfer für die Einheit Tirols, 1.edizione: ISBN 3-85485-083-2, Molden 2002; 4.edizione: ISBN 8890405481, Effekt !Buch, 2010
- (IT)  Georg Klotz. Una vita per l'unità del Tirolo, Effekt ed., 2012